# Black Prince (nave da crociera)
La Black Prince era una nave da crociera, appartenuta con questo nome per più di quarant'anni alla compagnia di navigazione norvegese Fred. Olsen Cruise Lines. Dal 2009 al 2012 passò alla venezuelana SAVECA (Servicios Acuáticos de Venezuela, C.A.) che la impiegò con il nome di Ola Esmeralda.

## Caratteristiche

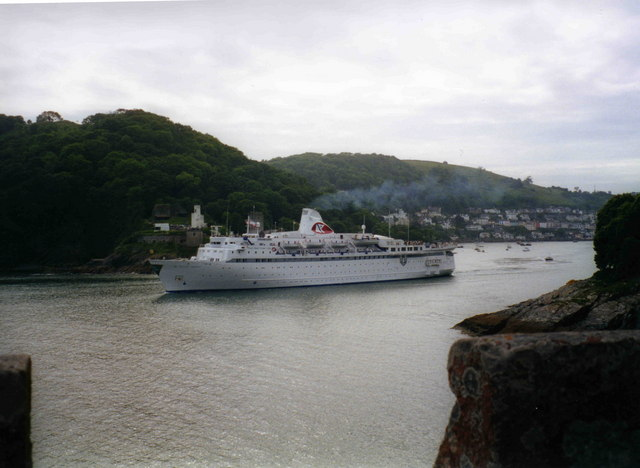
La Black Prince in navigazione (1989)

Originariamente la nave, così come la gemella Black Watch, poteva essere utilizzata sia come nave da crociera che come traghetto ro-ro, trasportando 350 passeggeri nella prima veste e 693 passeggeri e 200 automobili nella seconda. Era inoltre in grado di trasportare grandi quantità di frutta, caricata nel viaggio di ritorno dalle Canarie al Regno Unito. Lunga circa 141 metri e larga 20, aveva una stazza lorda di 9499 tonnellate e poteva raggiungere una velocità di 22,5 nodi grazie a due motori Diesel Crossley-Pielstick che erogavano 12310 kW.
Nell'inverno 1986-1987 la nave fu sottoposta a degli importanti lavori di ristrutturazione, durante i quali fu definitivamente trasformata in una nave da crociera. Dopo la conversione la nave poteva trasportare 527 passeggeri.

## Servizio
La nave, varata il 14 maggio 1966, fu consegnata nell'ottobre dello stesso anno alla Fred Olsen, con il nome di Black Prince. Fu impiegata per crociere da Londra alle Isole Canarie fino al maggio 1967, venendo poi messa in servizio come traghetto tra Kristiansand, Harwich e Amsterdam fino a settembre. Lo stesso schema fu ripetuto negli anni seguenti fino al maggio 1970, quando la Fred Olsen si accordò con la compagnia di navigazione norvegese BDS, già co-proprietaria della gemella Black Watch, per un accordo simile di co-proprietà.
Dal 1970 al 1981, quindi, la nave passò nei mesi estivi alla BDS, prendendo il nome di Venus e facendo servizio come traghetto tra Bergen, Stavanger e Newcastle, mentre nei mesi invernali veniva impiegata come nave da crociera dalla Fred Olsen con il nome di Black Prince, partendo da Rotterdam per le Canarie e ritorno. A differenza di quanto accadeva con le crociere con base Londra, la nave non trasportava più frutta, compiendo quindi soste a Lisbona, Casablanca, Madeira, Las Palmas e Tenerife. Dal 1975 al 1981 il servizio estivo fu esercitato congiuntamente dalle due compagnie, con le insegne della Fred Olsen - Bergen Lines.
Dal 1982 al 1984 la nave fu noleggiata dalla danese DFDS, che continuò con la stessa formula della BDS, operando la Venus sui collegamenti tra Bergen e Newcastle e tra Bergen e Amsterdam. Nelle estati 1985 e 1986, invece, la nave fu noleggiata alla Norway Line, espletando lo stesso servizio. A ottobre 1986, terminato l'accordo di comproprietà, la nave passò definitivamente alla Fred Olsen, prese bandiera delle Filippine e fu mandata nei cantieri Wärtsilä di Turku per essere trasformata in nave da crociera. La nave rientrò in servizio a fine febbraio 1987, riprendendo stabilmente a effettuare crociere con partenza dal Regno Unito. In seguito a proteste dei marittimi norvegesi e danesi, nel 1990 la nave tornò a battere bandiera norvegese.

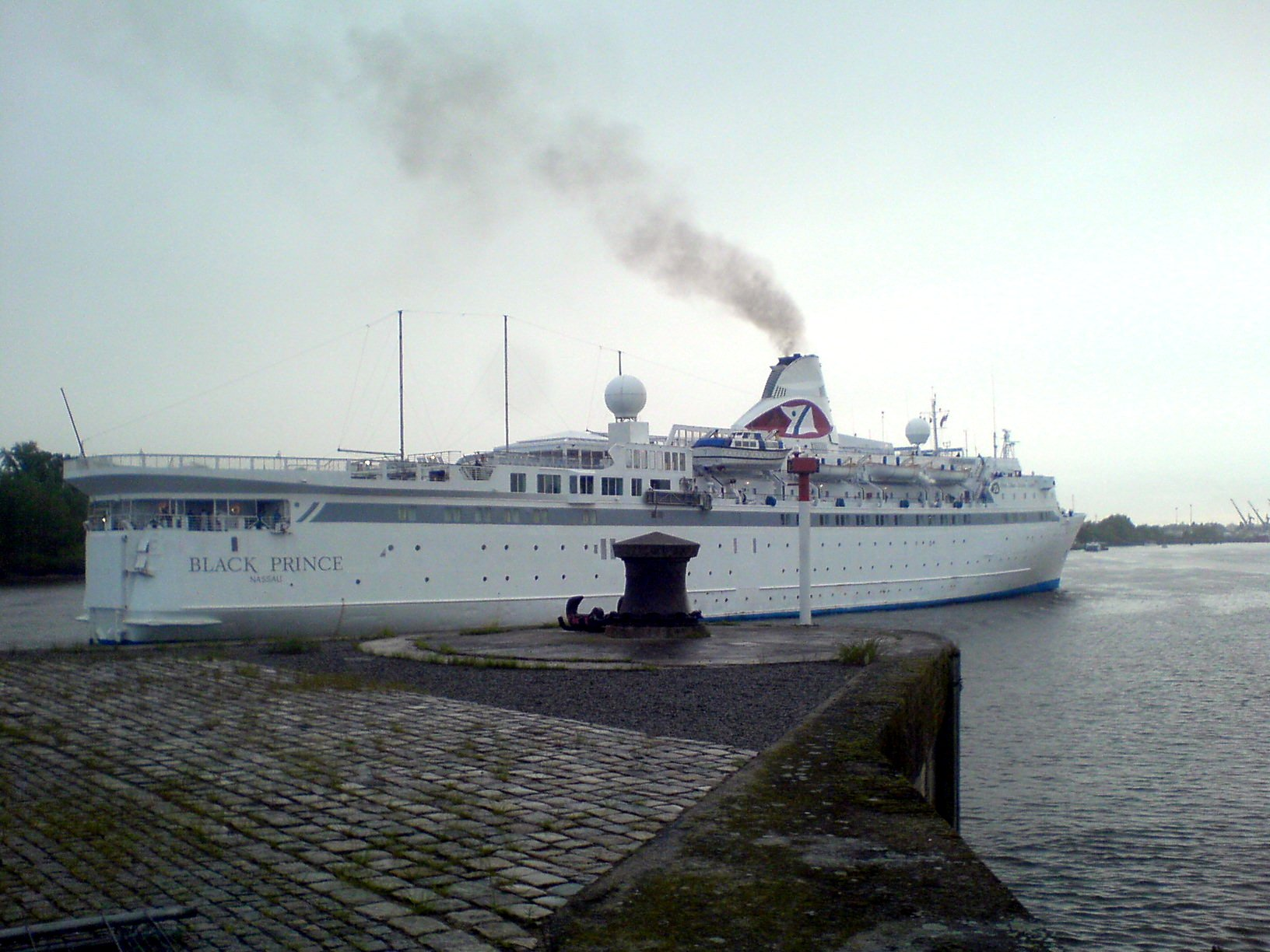
La Black Prince in partenza da Nantes, aprile 2009

La Black Prince rimase in servizio con Fred Olsen per quasi altri vent'anni, acquisendo una certa popolarità tra gli amanti delle crociere. Nell'ottobre 2008, tuttavia, la compagnia norvegese annunciò che la nave sarebbe stata ritirata dal servizio, principalmente a causa dell'antieconomicità dei lavori richiesti per mettere la nave in regola con i requisiti SOLAS che sarebbero entrati in vigore nel 2010. Dopo aver effettuato quattro "crociere d'addio" tra settembre ed ottobre, la nave fu consegnata ai nuovi proprietari, la venezuelana SAVECA (acronimo di Servicios Acuáticos de Venezuela, C.A.), compagnia di proprietà di un consorzio di albergatori.
La nave, rinominata Prince e poi Ola Esmeralda, giunse a novembre in Venezuela, dove secondo le intenzioni dei nuovi proprietari avrebbe dovuto svolgere delle brevi crociere dal porto di La Guaira. Tuttavia, il progetto fu inizialmente ostacolato per via del timore di un impatto ambientale negativo sulle isole di La Tortuga e di Margarita, nelle quali la nave avrebbe dovuto fare scalo regolarmente. La Ola Esmeralda rimase quindi ferma a La Guaira fino a marzo 2010, quando fu noleggiata alle Nazioni Unite per alloggiare tecnici e lavoratori impegnati nei soccorsi alla popolazione di Haiti dopo il terremoto del 12 gennaio. Al termine del noleggio, criticato da un'inchiesta di Fox News per l'elevato prezzo, la nave iniziò a compiere il servizio per il quale era stata originariamente acquistata, alternando crociere negli arcipelaghi venezuelani a scali a Curaçao e Trinidad e Tobago.
Tuttavia, a fine 2012 la Ola Cruises chiuse i battenti e la nave fu venduta per la demolizione a Santo Domingo, dove giunse nell'ottobre dello stesso anno.

## Navi Gemelle
- Crown (già Black Watch, Jupiter, Crown M, Byblos)